# Bob Challis
Pas d'image ? Cliquez ici

a Compétitions nationales et continentales officielles uniquement.

b Matchs officiels uniquement.
Dernière mise à jour le 10 mars 2023.
Robert Challis, né le 9 mars 1932 à Long Ashton (Angleterre) et mort le 12 mai 2000, est un joueur de rugby à XV, qui a évolué avec l'équipe d'Angleterre, jouant au poste d'arrière.
Il participe au Tournoi des Cinq Nations 1957 qui voit la victoire finale de l'Angleterre qui remportait le Grand Chelem, le premier depuis les années 1920.

## Biographie
Il a disputé son premier test match le 9 février 1957, à l’occasion d’un match contre l'équipe d'Irlande, et le dernier contre l'équipe d'Écosse, le 16 mars 1957.

## Statistiques en équipe nationale
- 3 sélections avec l'équipe d'Angleterre
- 2 transformations, 2 pénalités
- 10 points
- Sélections par année : 3 en 1957.
- Tournois des Cinq Nations disputés : 1957

## Palmarès
- Angleterre
  - Vainqueur du Tournoi des Cinq Nations en 1957 (Grand Chelem)